# Tata Tiago
Tata Tiago (ранее Tata Zica) — индийский переднеприводный легковой автомобиль производства Tata Motors. Пришёл на смену автомобилю Tata Bolt.

## История

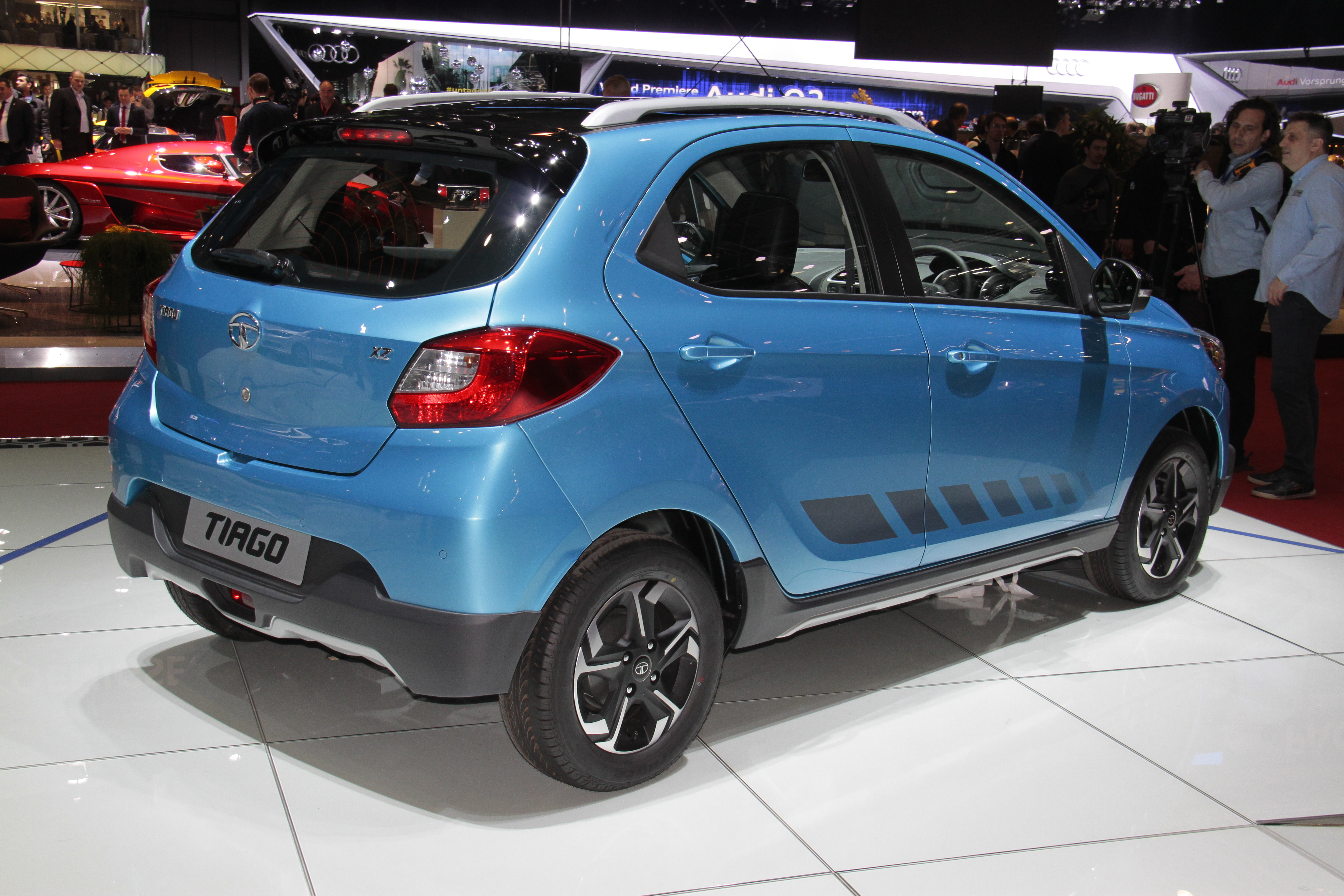
Автомобиль Tata Tiago до фейслифтинга (вид сзади)

Производство автомобиля Tata Tiago стартовало в 2016 году в качестве преемника модели Tata Bolt, который являлся рестайлингом модели Tata Indica Vista. Изначально модель имела название Zica, в честь вируса Зика. Но впоследствии «вирусное» название было сменено на Tiago.
Изначально планировались поставки дизельных двигателей внутреннего сгорания Fiat 1.2/1.3 FIRE, однако вместо этого автомобили оснащаются двигателями Revotron и Revotorq от австралийского производителя AVL.
На шасси Tata Tiago также производился седан Tata Tigor. С сентября 2018 года на индийском рынке производится спортивный автомобиль Tiago JTP. В 2020 году модель получила фейслифтинг.

## Рейтинг безопасности
Краш-тест автомобиля Tata Tiago был пройден в 2020 году. Безопасность взрослого пассажира оценена на 4 звезды, на 1 больше, чем ребёнка.